# 임원준 선생묘
임원준 선생묘는 대한민국 경기도 여주시 능현동에 있다. 1986년 4월 10일 여주시의 향토유적 제12호로 지정되었다.

## 개요
임원준(1423~1500)은 성종대의 문신으로 본관은 풍천, 자는 자심(子深), 호는 사우당(四友堂)이며 판밀직사사(判密直司事) 임군보(任君輔)의 증손이자 증좌찬성 임견의 아들이다. 능현리에 위치한 명성황후생가를 지나면 좌측의 낮은 구릉들 사이에 위치한 풍천임씨세장지가 나타난다. 임원준 묘소는 세장지의 중심에 자리 잡고 있다. 묘역은 전후분(前後墳)으로 조성되어 있으며, 모두 2단의 오각형 호석(護石)이 봉분에 둘러쳐져 있다